# Збаражский, Юрий
Юрий (Ежи) Зба́ражский (пол. Jerzy Zbaraski herbu Korybut) (около 1573—12/30 июля 1631) — военный и государственный деятель Речи Посполитой, последний князь Збаражский (1608—1631), староста пинский (1590—1631), сокальский (1607—1631) и радоговский, великий кравчий коронный (1612—1619), великий подчаший коронный (1619—1631), каштелян краковский (1620—1631), староста жарновецкий (1624) и вислицкий (1628), старший сын воеводы брацлавского князя Януша Збаражского и княжны Анны Четвертинской. Был последним из рода князей Збаражских.
Юрий вместе со своим младшим братом Кшиштофом учился в Падуанском университете в Италии. Во время обучения за границей братья перешли из кальвинизма в католичество.
В 1598 году участвовал в экспедиции польского короля Сигизмунда ІІІ Вазы в Швецию. Вместе со своим братом Кшиштофом участвовал в польских военных походах в Молдавию, в результате которых новым господарем стал польский ставленник Иеремия Могила.
В 1612 году Юрий Збаражский был назначен великим кравчим коронным, а в 1619 году получил должность великого подчашего коронного. Во время антикоролевских выступлений (рокоша Зебжидовского) поддерживал польского короля Сигизмунда ІІІ. Юрий Збаражский со своими военными отрядами участвовал в подавлении казацко-крестьянских восстаний на Украине. В 1620 году после смерти Януша Острожского Юрий Збаражский был назначен каштеляном краковским. Не был женат и не имел детей. Принимал участие в многочисленных войнах Речи Посполитой первой четверти 17 века.
После смерти бездетного князя Юрия Збаражского большинство владений Збаражских перешли к родственным им князьям Вишневецким.